# NBBJ
La NBBJ è uno studio di architettura, progettazione e ingegneria statunitense, fondato nel 1943 con sede a Seattle, Washington.

## Opere

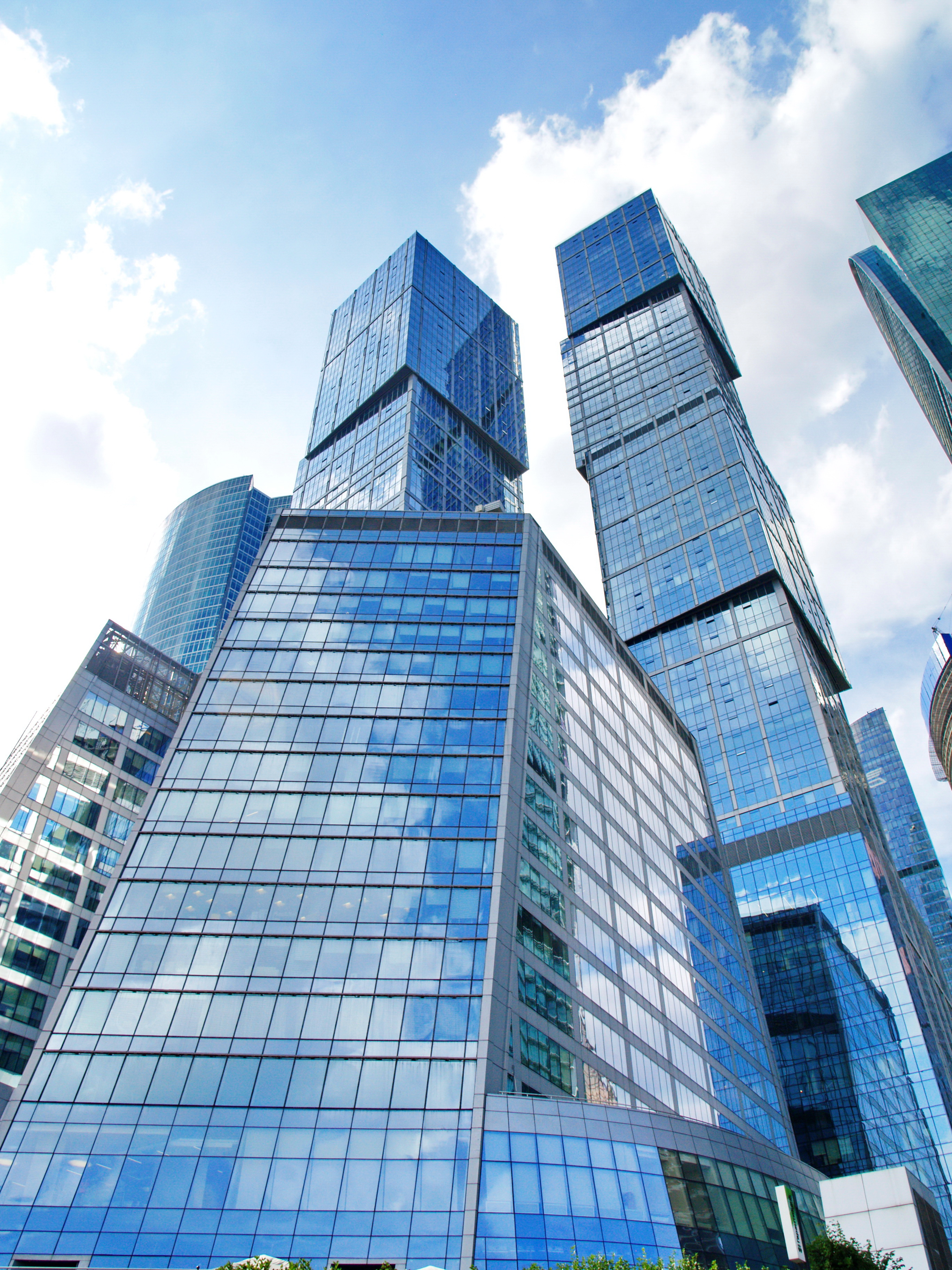
Città delle Capitali, una delle opere più note della NBBJ

- Amazon Spheres
- Amazon Tower I
- Amazon Tower II
- Città delle Capitali
- Staples Center
- Dan Meis
- Torre Imperia
- Eton Place Dalian

## Riconoscimenti
- BusinessWeek/Architectural Record Good Design is Good Business Awards (2008)
- American Institute of Architects (AIA) Institute Honor Awards (2009)
- Interior Design Magazine, Best of Year Award (2010
- Puget Sound Business Journal, Corporate Champion for the Environment (2011)
- Royal Institute of British Architects, vincitore del RIBA Awards[1]
- American Institute of Architects Academy of Architecture for Health, Healthcare Award
- American Institute of Architects Academy of Architecture for Health, Healthcare Award Massachusetts General Hospital Lunder Building (2012)
- IIDA, Healthcare Interiors Award, Bayt Abdullah Children's Hospice (2012)
- Interior Design Magazine, Best of Year Award, Bill & Melinda Gates Foundation Campus (2013)
- Healthcare Design Magazine, Premio azienda dell'anno (2013)